# Polnische Meisterschaften im Skilanglauf 2022
Die Polnischen Meisterschaften im Skilanglauf 2022 fanden vom 11. und 12. Januar 2022 und vom 25. bis zum 27. März 2022 in Zakopane statt. Ausgetragen wurden bei den Männern die Distanzen 10 km, 12,5 km und 15 km und bei den Frauen 5 km, 7,5 km und 10 km. Zudem wurden Sprint und Staffelrennen absolviert. Die Rennen wurden im Rahmen des Slavic-Cups ausgetragen. Bei den Männern gewann Dominik Bury über 10 km, 15 km sowie im Sprint. Zudem siegte Kamil Bury über 12,5 km und die Staffel vom KS AZS-AWF Katowice. Bei den Frauen holte Monika Skinder die Meistertitel im Sprint, über 5 km sowie über 7,5 km. Zudem triumphierte Izabela Marcisz über 10 km und die Staffel vom MKS Istebna.

## Ergebnisse Herren

### Sprint Freistil
| Platz | Name            | Verein              |
| ----- | --------------- | ------------------- |
| 1     | Dominik Bury    | KS AZS-AWF Katowice |
| 2     | Maciej Staręga  | UKS Rawa Siedlce    |
| 3     | Mateusz Haratyk | Trójwieś Beskidzka  |
| 4     | Michał Skowron  | KS AZS-AWF Katowice |
| 5     | Kacper Antolec  | KS AZS-AWF Katowice |
| 6     | Lukasz Gazurek  | Trójwieś Beskidzka  |

Datum: 11. Januar

Es waren 58 Läufer am Start.

### 10 km klassisch
| Platz | Name              | Verein                | Zeit (min) |
| ----- | ----------------- | --------------------- | ---------- |
| 1     | Dominik Bury      | KS AZS-AWF Katowice   | 26:35,4    |
| 2     | Kamil Bury        | KS AZS-AWF Katowice   | 26:42,7    |
| 3     | Michał Skowron    | KS AZS-AWF Katowice   | 27:13,9    |
| 4     | Mateusz Haratyk   | Trójwieś Beskidzka    | 27:16,7    |
| 5     | Sebastian Bryja   | UKS Regle Kościelisko | 27:24,6    |
| 6     | Robert Bugara     | UKS Regle Kościelisko | 28:11,8    |
| 7     | Kacper Antolec    | KS AZS-AWF Katowice   | 28:17,3    |
| 8     | Maciej Staręga    | UKS Rawa Siedlce      | 28:20,7    |
| 9     | Michał Boreczek   | KS AZS-AWF Katowice   | 28:23,4    |
| 10    | Piotr Sobiczewski | UKS Rawa Siedlce      | 28:23,7    |

Datum: 26. März

Es waren 31 Läufer am Start.

### 12,5 km Freistil Massenstart
| Platz | Name            | Verein                | Zeit (min) |
| ----- | --------------- | --------------------- | ---------- |
| 1     | Kamil Bury      | KS AZS-AWF Katowice   | 28:57,2    |
| 2     | Maciej Staręga  | UKS Rawa Siedlce      | 28:58,3    |
| 3     | Kacper Antolec  | KS AZS-AWF Katowice   | 28:59,4    |
| 4     | Robert Bugara   | UKS Regle Kościelisko | 28:59,5    |
| 5     | Michał Skowron  | KS AZS-AWF Katowice   | 29:01,0    |
| 6     | Mateusz Haratyk | Trójwieś Beskidzka    | 29:03,7    |
| 7     | Michał Boreczek | KS AZS-AWF Katowice   | 29:21,2    |
| 8     | Sebastian Bryja | UKS Regle Kościelisko | 29:22,4    |
| 9     | Kacper Gunka    | UKS Regle Kościelisko | 29:55,4    |
| 10    | Ádám Kónya      | Ungarn                | 30:01,1    |

Datum: 27. März

Es waren 26 Läufer am Start.

### 15 km klassisch
| Platz | Name              | Verein              | Zeit (min) |
| ----- | ----------------- | ------------------- | ---------- |
| 1     | Dominik Bury      | KS AZS-AWF Katowice | 38:46,9    |
| 2     | Mateusz Haratyk   | Trójwieś Beskidzka  | 39:57,8    |
| 3     | Peter Mlynár      | Slowakei            | 40:27,8    |
| 4     | Maciej Staręga    | UKS Rawa Siedlce    | 40:53,1    |
| 5     | Michał Skowron    | KS AZS-AWF Katowice | 41:23,2    |
| 6     | Łukasz Gazurek    | Trójwieś Beskidzka  | 41:33,0    |
| 7     | Robert Slotins    | Lettland            | 41:56,2    |
| 8     | Piotr Jarecki     | Speed Jasio         | 42:09,7    |
| 9     | Kacper Antolec    | KS AZS-AWF Katowice | 42:28,3    |
| 10    | Piotr Sobiczewski | UKS Rawa Siedlce    | 42:28,4    |

Datum: 12. Januar

Es waren 52 Läufer am Start.

### 4 × 7,5 km Staffel
| Platz | Team                                                                                           | Zeit (std) |
| ----- | ---------------------------------------------------------------------------------------------- | ---------- |
| 1     | KS AZS-AWF KatowiceKamil Bury Michał Skowron Michał Boreczek Kacper Antolec                    | 1:17:09,0  |
| 2     | UKS Regle KościeliskoRobert Bugara Paweł Bryja Sebastian Bryja Kacper Guńka                    | 1:20:25,9  |
| 3     | MULKS Grupa Oscar Tomaszów LubelskiBartosz Cielniak Szymon Bełz Bartosz Kita Wojciech Nieścior | 1:21:44,9  |

Datum: 25. März

Es waren 7 Teams am Start.

## Ergebnisse Frauen

### Sprint Freistil
| Platz | Name                 | Verein                              |
| ----- | -------------------- | ----------------------------------- |
| 1     | Monika Skinder       | MULKS Tomaszów Mazowiecki           |
| 2     | Izabela Marcisz      | Stowarzyszenie Sportowe Prządki-ski |
| 3     | Magdalena Kobielusz  | AZS AWF Katowice                    |
| 4     | Daria Szkurat        | KS Chocholow                        |
| 5     | Aleksandra Kołodziej | LKS Witow Ski                       |
| 6     | Kinga Mareczek       | Mks Karkonosze                      |

Datum: 11. Januar

Es waren 51 Läuferinnen am Start.

### 5 km klassisch
| Platz | Name                   | Verein                    | Zeit (min) |
| ----- | ---------------------- | ------------------------- | ---------- |
| 1     | Monika Skinder         | MULKS Tomaszów Mazowiecki | 15:50,5    |
| 2     | Karolina Kukuczka      | MKS Istebna               | 16:29,7    |
| 3     | Weronika Jarecka       | LKS Klimczok Bystra       | 17:27,1    |
| 4     | Kamila Idziniak        | Trójwieś Beskidzka        | 17:27,7    |
| 5     | Magdalena Kobielusz    | AZS AWF Katowice          | 17:38,1    |
| 6     | Justyna Pradziad       | UKS Regle Koscielisko     | 17:48,3    |
| 7     | Andżelika Szyszka      | MKS Halicz Ustrzyki       | 18:00,2    |
| 8     | Eliska Bimanova        | Tschechien                | 18:02,9    |
| 9     | Aleksandra Mikołajczyk | LZS Sokol Szczyrk         | 18:04,0    |
| 10    | Emilia Dobija          | LKS Klimczok Bystra       | 18:12,1    |

Datum: 26. März

Es waren 23 Läuferinnen am Start.

### 7,5 km Freistil Massenstart
| Platz | Name                   | Verein                    | Zeit (min) |
| ----- | ---------------------- | ------------------------- | ---------- |
| 1     | Monika Skinder         | MULKS Tomaszów Mazowiecki | 21:03,6    |
| 2     | Karolina Kukuczka      | MKS Istebna               | 21:05,8    |
| 3     | Andżelika Szyszka      | MKS Halicz Ustrzyki       | 21:06,3    |
| 4     | Martyna Michalek       | MKS Istebna               | 21:45,7    |
| 5     | Aleksandra Kołodziej   | LKS Witow Ski             | 21:59,6    |
| 6     | Justyna Pradziad       | UKS Regle Koscielisko     | 21:59,6    |
| 7     | Aleksandra Mikołajczyk | LZS Sokol Szczyrk         | 22:03,4    |
| 8     | Kamila Idziniak        | Trójwieś Beskidzka        | 22:09,7    |
| 9     | Eliska Bimanova        | Tschechien                | 22:22,5    |
| 10    | Weronika Mikolajczyk   | LZS Sokol Szczyrk         | 23:40,2    |

Datum: 27. März

Es waren 18 Läuferinnen am Start.

### 10 km klassisch
| Platz | Name                | Verein                              | Zeit (min) |
| ----- | ------------------- | ----------------------------------- | ---------- |
| 1     | Izabela Marcisz     | Stowarzyszenie Sportowe Prządki-ski | 27:05,8    |
| 2     | Monika Skinder      | MULKS Tomaszów Mazowiecki           | 27:31,7    |
| 3     | Magdalena Kobielusz | AZS AWF Katowice                    | 28:05,4    |
| 4     | Zuzanna Fujak       | Trójwieś Beskidzka                  | 29:09,9    |
| 5     | Kristína Sivoková   | Slowakei                            | 29:46,4    |
| 6     | Andżelika Szyszka   | MKS Halicz Ustrzyki                 | 29:50,0    |
| 7     | Karolina Kukuczka   | MKS Istebna                         | 29:51,8    |
| 8     | Weronika Jarecka    | LKS Klimczok Bystra                 | 30:20,2    |
| 9     | Oliwia Buśko        | MKS Halicz Ustrzyki                 | 30:24,1    |
| 10    | Anna Berezecka      | MULKS Tomaszów Mazowiecki           | 30:38,4    |

Datum: 12. Januar

Es waren 46 Läuferinnen am Start.

### 4 × 5 km Staffel
| Platz | Team                                                                                        | Zeit (std) |
| ----- | ------------------------------------------------------------------------------------------- | ---------- |
| 1     | MKS IstebnaKarolina Kukuczka Julia Rucka Martyna Michałek Anna Probosz                      | 1:02:42,2  |
| 2     | MULKS Grupa Oscar Tomaszów LubelskiKarolina Kuć Monika Skinder Kamila Harbuz Anna Berezecka | 1:04:18,6  |
| 3     | LKS Klimczok BystraWeronika Jarecka Martyna Mańdok Maria Jakubiec Emilia Dobija             | 1:05:47,1  |

Datum: 25. März

Es waren 8 Teams am Start.